# Chodaki (obwód brzeski)
Chodaki (biał. Хадакі; ros. Ходаки) – agromiasteczko na Białorusi, w obwodzie brzeskim, w rejonie iwacewickim, w sielsowiecie Żytlin, którego władz jest siedzibą.
Znajduje się tu parafialna cerkiew prawosławna pw. Ikony Matki Bożej „Wszystkich Strapionych Radość”.
W dwudziestoleciu międzywojennym miejscowość leżała w Polsce, w województwie poleskim, w powiecie kosowskim/iwacewickim, w gminie Borki-Hiczyce/Iwacewicze. Po II wojnie światowej w granicach Związku Sowieckiego. Od 1991 w niepodległej Białorusi.